# Skånska Aftonbladet
Skånska Aftonbladet var en skånsk kvällstidning (höger) som hade sin huvudredaktion i Malmö.
Tidningen grundades 1880 och sammanslogs 1907 med Malmö-Tidningen (grundad 1895) till Malmötidningen Skånska Aftonbladet. Tidningen upphörde vid årsskiftet 1949/1950 sedan den övertagits av, och då sammanslogs med Kvällsposten.

## Chefredaktörer
- Simon Petrus Broomé 1880–1904
- Hakon Wigert-Lundström 1904–1909
- John Christensen 1909–1925
- Erik Hagberg 1925–1949